# Chalita
Chalita fue el nombre de una empresa de supermercados y mueblerías locales, fundada en 1975 por el empresario libanés Miguel Chalita Siade, en el estado de San Luis Potosí, principalmente en las ciudades de San Luis Potosí y Matehuala, en el mismo estado contó con presencia de 5 sucursales en el ámbito de supermercados.

## Historia
Chalita es fundada en 1975 por el empresario libanés Miguel Chalita Siade, quién había llegado a México, principalmente al estado de San Luis Potosí durante la década de 1900, posteriormente abre un local de telas y abarrotes en el municipio de Matehuala, donde tiempo más tarde surge como Chalita. 
Abre su primera sucursal como Almacenes Chalita en la calle de Miguel Hidalgo y Julián de los Reyes, la matriz de Chalita, donde tiempo después se cambiaría a la sucursal de Miguel Hidalgo 143 (hoy Bodega Aurrera).
Ofreciendo sólo productos de abarrotes, farmacia, perfumería, línea blanca, carnes, pescados, y unos cuantos comestibles más no tanta variedad de productos frescos como frutas y verduras.
Los comerciales eran emitidos principalmente en la radio, con la voz del locutor José Paz Villanueva Contreras conocido también como "El compadre Lolo" durante sus comienzos como Chalita en la década de los 70 y 80.
Posteriormente abre su segunda sucursal en la misma zona, y posteriormente abre una tercera sucursal en Plaza del Sol, junto con la cadena de Mueblerías Chalita, que sólo contaba con una sucursal en la ciudad de San Luis Potosí.
Abre un nuevo concepto denominado Mega Chalita, la cual abre una sucursal en Matehuala y 2 en la Ciudad de S.L.P., mismos que de manera local sólo compitió con cadenas de supermercados nacionales como lo fueron Gigante y Aurrerá.
En el mes de noviembre de 2005 desaparece por completo Chalita junto con 5 sucursales, 2 en Matehuala y 3 en la Ciudad de San Luis Potosí.
El día 31 de agosto de 2021 fallece el fundador y dueño de la cadena Chalita, Miguel Chalita Siade, se desconocen los motivos principales de su muerte.

### Desaparición
La desaparición de Chalita surge en el año 2005 luego de una inestabilidad económica por parte del dueño hacia las tiendas Chalita, por lo que ese mismo año Chalita vende sus 5 tiendas de autoservicio a Walmart de México, convirtiéndolas a los conceptos de tienda Walmart y Bodega Aurrera.

### Cultura Popular
El logo de Chalita ha sido utilizado estos últimos años para un lanzamiento local de bolsas de tela y playeras con el logo de la marca, que incluso la modelo estadounidense Paris Hilton utilizó una de esas playeras siendo fotografiada durante una de sus visitas a México.